# Открытый чемпионат Китая по теннису 2009
Открытый чемпионат Китая по теннису (англ. China Open) — ежегодный профессиональный теннисный турнир в серии ATP 500 для мужчин и Премьер-турниры WTA для женщин. Проводится на открытых хардовых кортах в Пекине, Китай. В 2009 году соревнования прошли со 2 по 11 октября.
Прошлогодние победители:
- мужской одиночный разряд —  Энди Роддик
- женский одиночный разряд —  Елена Янкович
- мужской парный разряд —  Стивен Хасс /  Росс Хатчинс
- женский парный разряд —  Анабель Медина Гарригес /  Каролина Возняцки

## Соревнования

### Мужской одиночный разряд
Новак Джокович обыграл  Марина Чилича со счётом 6-2, 7-6(4)

### Женский одиночный разряд
Светлана Кузнецова обыграла  Агнешку Радваньскую со счётом 6-2, 6-4

### Мужской парный разряд
Боб Брайан /  Майк Брайан обыграли  Марка Ноулза /  Энди Роддика со счётом 6-4, 6-2

### Женский парный разряд
Се Шувэй /  Пэн Шуай обыграли  Аллу Кудрявцеву /  Екатерину Макарову со счётом 6-3, 6-1